# ミス・ワールド
ミス・ワールド（Miss World）とは、国際的なミス・コンテストである。ミス・ユニバース、ミス・インターナショナルと並ぶ世界三大ミスコンテストであり、ミス・アースを含めて世界四大ミスコンテストに数えられる。

## 歴史
1951年、ビンゴ・ホールの経営者であったエリック・モーリーが「Festival Bikini Contest」という名のイベントを企画した。これは、そのころ広まりつつあったビキニを着た女性の美人コンテストであり、イギリスのみならず各国から参加者を集めたもので、スウェーデンから来たキキ・ホーカンソンが優勝した。このイベントを新聞などが好奇心たっぷりに「ミス・ワールド」の名で報じたのが、この名の誕生の由来である。モーリーは、一度限り・単発のイベントとしてビキニコンテストを開催したが、この影響で翌年からミス・ユニバースが始まったほか、後年のミス・インターナショナル、ミス・アースといった世界規模のミスコンが行われるようになった。
ミス・ユニバースの開催に刺激され、モーリーは世界で一番の美女を探そうという「ミス・ワールド」を毎年開催することに決めた。第2回のミス・ワールドは、ビキニに替えてより刺激の少ない水着コンテストが行われた。1959年から、BBCがコンテストの模様を放送するようになり、テレビの普及とともにミス・ワールドも人気イベントとなっていった。
1980年代には「目的のある美」をスローガンとして単なる美人コンテストからの脱却を図ろうとし、美貌のほかに知性や個性も選考基準に加えるように基準を改めた。1990年代に入りテレビ中継される国はほぼ全世界におよび視聴者は20億人に達したが、一方で発祥の地イギリスでは古いタイプの見世物であり政治的に正しくないとの批判を浴びるようになり、1998年にFiveが放送を再開するまでイギリスでは1988年からの10年間放送されないという事態になった。
2000年に創設者エリックが死去して以降、現在のミス・ワールド機構会長はエリックの妻ジュリア・モーリーである。ジュリアの指揮した2001年大会はナイジェリア人が優勝し初のアフリカからのミス・ワールドが誕生したほか、コンテストの裏側の候補者の素顔や浜辺での水着シーンの放送、視聴者が電話やネットで投票に参加するなどリアリティ番組の要素が導入された。
コンテストは1990年代以降、ロンドンを離れて世界各地のリゾート地を中心に開催されている。2003年から2005年までの決勝誘致に成功した中国・海南省の三亜など、リゾート地ではミス・ワールド決勝を誘致する動きが盛んだが、一方で宗教や地元の慣習との軋轢も起こっている(中国開催の問題点については後述）。1996年バンガロール大会では現地のヒンドゥー教関係者や一般市民から開催反対運動を起こされた。また2002年大会ではナイジェリアの首都アブジャで開催される予定だったが、北部ナイジェリア出身のナイジェリア代表が地元ムスリム指導者から姦淫の罪で石打ちの刑にすると脅される事態となり、これを受けヨーロッパを中心に各国代表が辞退したり各国政府がナイジェリア代表の救済のために動いた結果、決勝開催地はロンドンに移された。2015年大会からは水着審査が廃止された。
現在、世界大会は200カ国以上で中継されている。

## 中国の圧力
2010年の第60回大会では、開催地である中国側から選考委員に「ミス・ノルウェーは低い点に抑えるよう」露骨な圧力がかけられたと、デーリー・ニューズ紙が報じて話題になった。
ミス・ノルウェーは、数日前に選考委員会から「トップ・モデル賞」を獲得し、今大会の本命だったとされていたが、5位にも入らなかった事が憶測を広げる要因となった。また、ノルウェー・ノーベル委員会が、中国の民主活動家の劉暁波にノーベル平和賞を与え、中国との関係が悪化していた。
また2015年の65回大会でも、法輪功を支持するカナダ代表のアナスタシア・リンが中国のビザ発給を拒否され、香港に足止め。結局帰国させられることとなった。

## ミス・ワールド機構
ミス・ワールド機構（Miss World Organization）は世界の耳目を集めるミス・ワールド決勝を毎年開催・運営する。1951年の創設以来、ミス・ワールド機構は2億5,000万ポンド以上を子供たちへの寄付にあててきた。またミス・ワールド予選を行うフランチャイズ組織を世界140カ国で認定している。

## コンテスト

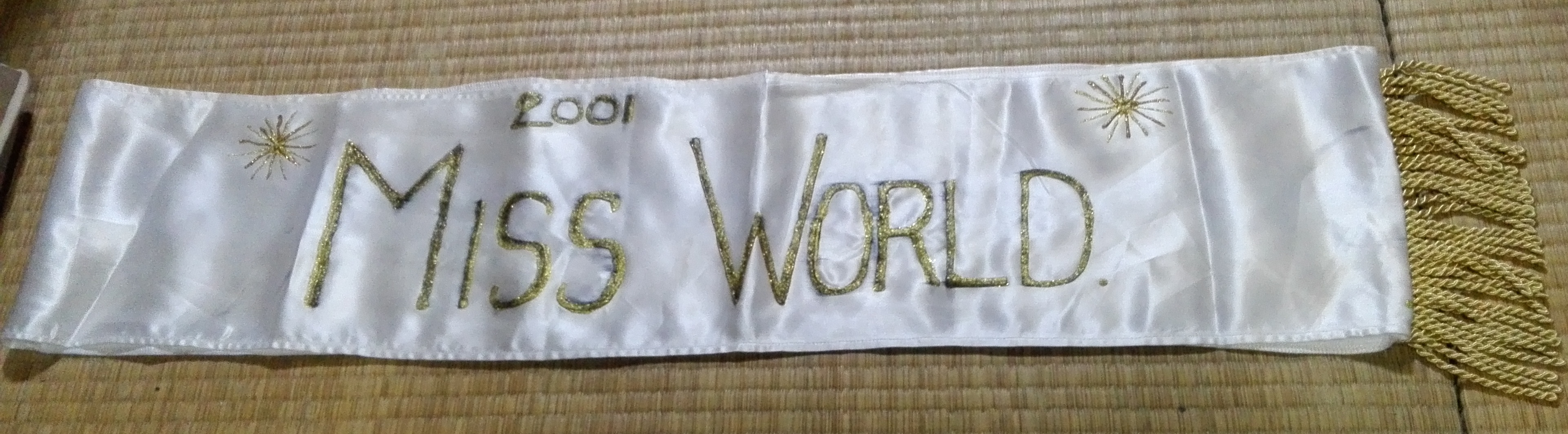
2001年度ミス・ワールドオーストラリア代表に実際に贈呈された記念のたすき

ミス・ワールドの栄冠への道は長い。世界決勝の前年に、各国の候補者は国内予選で優勝するか、「ミス・ワールド」の名称を使用することを許可された各国フランチャイズ組織によって国家代表として認定されなければならない。各国代表が集結する世界決勝は1ヶ月もの長さに及ぶ。数回に及ぶさらなる選抜、その合間のパーティーやディナー、舞踏会、奉仕活動が続き、最後には各国代表は15人から20人まで絞られて世界に中継される決勝に臨む。
2003年以降は、世界決勝の期間中にファースト・トラックというイベントが入るようになった。これらのイベントで優勝した者は自動的に決勝に勝ち進む。これらのイベントは毎年内容が変わるが、以下はその一例である。
- ビーチ・ビューティー（浜辺での水着コンテスト。毎回開催）
- タレント（知性を競う）
- ミス・スポーツ（体力を競う）
- ビューティー・ウィズ・ア・パーパス（「目的のある美」、各国代表が地元で行ってきた社会奉仕活動の有意義さを審査する）
- トップ・モデル
- パーソナリティー
- ピープル・チョイス（視聴者選考）
- コンテスタンツ・チョイス（出場者同士の選考）

## 歴代のミス・ワールド
| 年                | ミス・ワールド                                                             | 国                   | 会場 |
| ----------------- | -------------------------------------------------------------------------- | -------------------- | --- |
| 1951              | キキ・ホーカンソン                                                         | スウェーデン         | リセウム・ボールルーム（現リセウム・シアター、イギリス・ロンドン）                                       |
| 1952              | マイ・ルイーゼ・フローディン                                               | スウェーデン         | リセウム・ボールルーム（現リセウム・シアター、イギリス・ロンドン）                                       |
| 1953              | デニス・ペリエ                                                             | フランス             | リセウム・ボールルーム（現リセウム・シアター、イギリス・ロンドン）                                       |
| 1954              | アンティゴネー・コスタンダ                                                 | エジプト             | リセウム・ボールルーム（現リセウム・シアター、イギリス・ロンドン）                                       |
| 1955              | スーザナ・デュイム                                                         | ベネズエラ           | リセウム・ボールルーム（現リセウム・シアター、イギリス・ロンドン）                                       |
| 1956              | ペトラ・シュルマン                                                         | 西ドイツ             | リセウム・ボールルーム（現リセウム・シアター、イギリス・ロンドン）                                       |
| 1957              | マリタ・リンダール                                                         | フィンランド         | リセウム・ボールルーム（現リセウム・シアター、イギリス・ロンドン）                                       |
| 1958              | ペネロープ・シーレン                                                       | 南アフリカ連邦       | リセウム・ボールルーム（現リセウム・シアター、イギリス・ロンドン）                                       |
| 1959              | コリーネ・ロッツヘーファ                                                   | オランダ             | リセウム・ボールルーム（現リセウム・シアター、イギリス・ロンドン）                                       |
| 1960              | ノルマ・カッパグリ                                                         | アルゼンチン         | リセウム・ボールルーム（現リセウム・シアター、イギリス・ロンドン）                                       |
| 1961              | ローズマリー・フランクランド                                               | イギリス             | リセウム・ボールルーム（現リセウム・シアター、イギリス・ロンドン）                                       |
| 1962              | カタリナ・ロダース                                                         | オランダ             | リセウム・ボールルーム（現リセウム・シアター、イギリス・ロンドン）                                       |
| 1963              | キャロル・クロフォード                                                     | ジャマイカ           | リセウム・ボールルーム（現リセウム・シアター、イギリス・ロンドン）                                       |
| 1964              | アン・シドニー                                                             | イギリス             | リセウム・ボールルーム（現リセウム・シアター、イギリス・ロンドン）                                       |
| 1965              | レズリー・ラングリー                                                       | イギリス             | リセウム・ボールルーム（現リセウム・シアター、イギリス・ロンドン）                                       |
| 1966              | レイタ・ファリア                                                           | インド               | リセウム・ボールルーム（現リセウム・シアター、イギリス・ロンドン）                                       |
| 1967              | マデリーネ・アルトグ＝ベル                                                 | ペルー               | リセウム・ボールルーム（現リセウム・シアター、イギリス・ロンドン）                                       |
| 1968              | ペネロープ・プラマー                                                       | オーストラリア       | リセウム・ボールルーム（現リセウム・シアター、イギリス・ロンドン）                                       |
| 1969              | エヴァ・リューバー＝シュタイア                                             | オーストリア         | ロイヤル・アルバート・ホール（イギリス・ロンドン）                                                       |
| 1970              | ジェニファー・ホステン                                                     | グレナダ             | ロイヤル・アルバート・ホール（イギリス・ロンドン）                                                       |
| 1971              | ルキア・ペテルレ                                                           | ブラジル             | ロイヤル・アルバート・ホール（イギリス・ロンドン）                                                       |
| 1972              | ベリンダ・ローマ・グリーン                                                 | オーストラリア       | ロイヤル・アルバート・ホール（イギリス・ロンドン）                                                       |
| 1973              | マージョリー・ウォレス                                                     | アメリカ合衆国       | ロイヤル・アルバート・ホール（イギリス・ロンドン）                                                       |
| 1974              | ヘレン・モーガン                                                           | イギリス             | ロイヤル・アルバート・ホール（イギリス・ロンドン）                                                       |
| 1974              | アンナライン・クリエル                                                     | 南アフリカ共和国     | ロイヤル・アルバート・ホール（イギリス・ロンドン）                                                       |
| 1975              | ウィルネリア・メルケド・クルス Wilnelia Merced Cruz                        | プエルトリコ         | ロイヤル・アルバート・ホール（イギリス・ロンドン）                                                       |
| 1976              | シンディ・ブレイクスピア                                                   | ジャマイカ           | ロイヤル・アルバート・ホール（イギリス・ロンドン）                                                       |
| 1977              | マリー・アン・カトリーン・スターウィン Mary Ann Catrin Stavin              | スウェーデン         | ロイヤル・アルバート・ホール（イギリス・ロンドン）                                                       |
| 1978              | シルバナ・ロサ・スエレス Silvana Rosa Suárez                               | アルゼンチン         | ロイヤル・アルバート・ホール（イギリス・ロンドン）                                                       |
| 1979              | ジーナ・スウェインソン                                                     | バミューダ           | ロイヤル・アルバート・ホール（イギリス・ロンドン）                                                       |
| 1980              | ガブリエラ・ブルーム                                                       | 西ドイツ             | ロイヤル・アルバート・ホール（イギリス・ロンドン）                                                       |
| 1980              | キンバリー・サントス                                                       | グアム               | ロイヤル・アルバート・ホール（イギリス・ロンドン）                                                       |
| 1981              | ピリン・レオン Carmen Josefina "Pilin" Leon Crespo                         | ベネズエラ           | ロイヤル・アルバート・ホール（イギリス・ロンドン）、およびアメリカ合衆国マイアミ                         |
| 1982              | マリアセラ・アルバレス・レブロン Mariasela Alvarez Lebron                  | ドミニカ共和国       | ロイヤル・アルバート・ホール（イギリス・ロンドン）                                                       |
| 1983              | サラ＝ジェーン・ウット                                                     | イギリス             | ロイヤル・アルバート・ホール（イギリス・ロンドン）                                                       |
| 1984              | アストリド・カロリナ・エレナ・イラザバル Astrid Carolina Herrera Irrazábal | ベネズエラ           | ロイヤル・アルバート・ホール（イギリス・ロンドン）                                                       |
| 1985              | ホーフィ・カールスドッター                                                 | アイスランド         | ロイヤル・アルバート・ホール（イギリス・ロンドン）                                                       |
| 1986              | G.ジャン＝マリー・ラロンデ Giselle Jeanne=Marie Laronde                    | トリニダード・トバゴ | ロイヤル・アルバート・ホール（イギリス・ロンドン）およびマカオ                                           |
| 1987              | ウッラ・ヴァイガーシュトルファ Ulla Weigerstorfer                          | オーストリア         | ロイヤル・アルバート・ホール（イギリス・ロンドン）およびマルタ                                           |
| 1988              | リンダ・ペトゥルスドチル                                                   | アイスランド         | ロイヤル・アルバート・ホール（イギリス・ロンドン）およびスペイン・マラガ                                 |
| 1989              | アネタ・ベアタ・クレグリツカ Aneta Beata Kreglicka                         | ポーランド           | 香港コンベンション・アンド・エキシビション・センター（香港）および台湾・台北                             |
| 1990              | ジーナ・マリー・トールソン Gina Marie Tolleson                             | アメリカ合衆国       | ロンドン・パラジウムおよびノルウェー                                                                     |
| 1991              | ニンベト・ベアトリス・レアル・ヒメネス Ninibeth Beatriz Leal Jimenez       | ベネズエラ           | ジョージア・ワールド・コングレス・センター（アメリカ合衆国アトランタ）および南アフリカ                   |
| 1992              | ユリア・クロチュキナ                                                       | ロシア               | サンシティ（南アフリカ）                                                                                 |
| 1993              | リサ・ハンナ                                                               | ジャマイカ           | サンシティ（南アフリカ）                                                                                 |
| 1994              | アイシュワリヤー・ラーイ                                                   | インド               | サンシティ（南アフリカ）                                                                                 |
| 1995              | ジャクリーン・アギレラ                                                     | ベネズエラ           | サンシティ（南アフリカ）、UAE・ドバイ、およびコモロ                                                      |
| 1996              | イレーネー・スクリヴァ                                                     | ギリシャ             | バンガロール・クリケット場（インド、バンガロール）およびセーシェル                                       |
| 1997              | ダイアナ・ヘイデン                                                         | インド               | Plantation Club Resort(セーシェル・マヘ島)                                                               |
| 1998              | リノール・アバルジル                                                       | イスラエル           | Lake Berjaya Mahé Resort(セーシェル・マヘ島)、およびフランス・パリ                                       |
| 1999              | ユクタ・ムーヒ                                                             | インド               | オリンピア（イギリス・ロンドン）およびマルタ                                                             |
| 2000              | プリヤンカー・チョープラー                                                 | インド               | ミレニアム・ドーム（イギリス・ロンドン）およびモルジブ                                                   |
| 2001              | アバニ・ダレゴ Ibiagbanidokibubo "Agbani" Asenite Darego                   | ナイジェリア         | サンシティ（南アフリカ）                                                                                 |
| 2002              | アズラ・アキン                                                             | トルコ               | アレクサンドラ・パレス（イギリス・ロンドン）およびナイジェリア                                           |
| 2003              | ロザンナ・デービソン                                                       | アイルランド         | 美麗之冠大劇院（中国・三亜市）、北京、上海、西安                                                         |
| 2004              | マリア・フリア・マンティージャ                                             | ペルー               | 美麗之冠大劇院（中国・三亜市）                                                                           |
| 2005              | ウンナー・ビルナ・ヴィヒャルスドッティル                                   | アイスランド         | 美麗之冠大劇院（中国・三亜市）                                                                           |
| 2006              | タタナ・クハロヴァ                                                         | チェコ               | 文化科学宮殿（ポーランド・ワルシャワ）                                                                   |
| 2007              | 張梓琳                                                                     | 中国                 | 美麗之冠大劇院（中国・三亜市）                                                                           |
| 2008              | クセーニャ・スヒノワ                                                       | ロシア               | サントン・コンベンションセンター Sandton Convention Centre（南アフリカ共和国・ヨハネスブルグ）           |
| 2009              | ケーン・アルドリノ                                                         | ジブラルタル         | ギャラガー・コンベンションセンター（南アフリカ共和国・ヨハネスブルグ）                                   |
| 2010              | アレクサンドリア・ミルズ                                                   | アメリカ合衆国       | 美麗之冠大劇院（中国・三亜市）                                                                           |
| 2011              | サルコス・コリメナレス                                                     | ベネズエラ           | アールズ・コート・エキシビション・センター（イギリス・ロンドン）                                         |
| 2012              | ウェンシア・ユー                                                           | 中国                 | オルドス競技場（中国・オルドス市）                                                                       |
| 2013              | ミーガン・ヤング                                                           | フィリピン           | バリ・ヌサ・ドゥア・コンベンション・センター Bali Nusa Dua Convention Center（インドネシア・ヌサドゥア） |
| 2014              | ロレーヌ・ストラウス                                                       | 南アフリカ共和国     | エクセル展覧会センター（イギリス・ロンドン）                                                             |
| 2015              | ミレイア・ララグナ                                                         | スペイン             | 美麗之冠大劇院（中国・三亜市）                                                                           |
| 2016              | ステファニー・デル・バレ                                                   | プエルトリコ         | MGMナショナル・ハーバー（アメリカ合衆国メリーランド州オクソンヒル）                                      |
| 2017              | マヌシ・チラー                                                             | インド               | 三亜体育中心（中国・三亜市）                                                                             |
| 2018              | ヴァネッサ・ポンセ                                                         | メキシコ             | 三亜体育中心（中国・三亜市）                                                                             |
| 2019              | トニ=アン・シン                                                            | ジャマイカ           | エクセル展覧会センター（イギリス・ロンドン）                                                             |
| 2021（2022年3月） | カロリナ・ビエラフスカ                                                     | ポーランド           | コカ・コーラミュージックホール（プエルトリコ・サンフアン）                                               |
| 2023（2024年3月） | クリスティナ・ピシュコバ                                                   | チェコ               | IICC（インド・ムンバイ）                                                                                 |
| 第72回            | スチャタ・チュアンシリ                                                     | タイ                 | （インド）                                                                                               |

## 近年のミス・ワールド

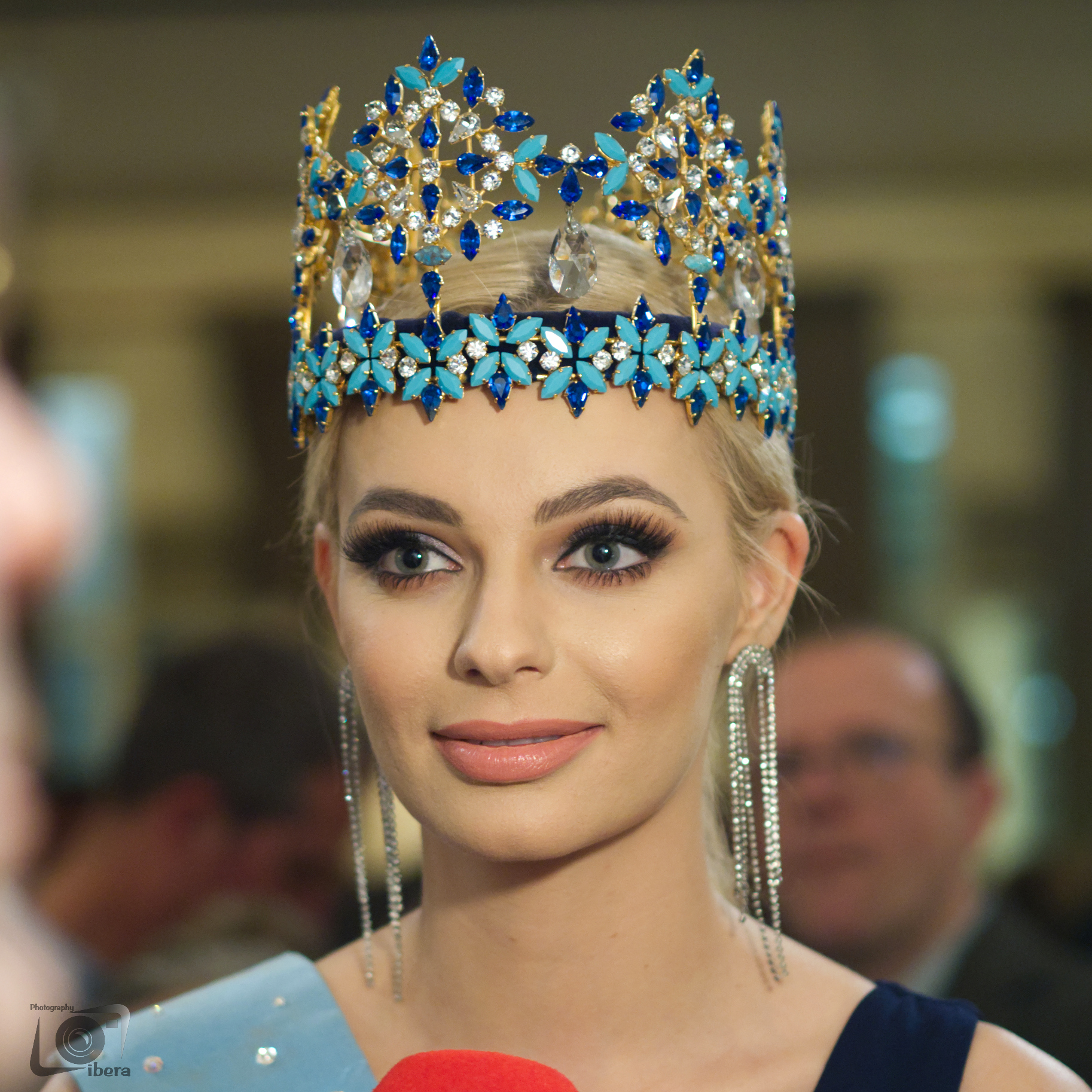
カロリナ・ビエラフスカ (ミス・ワールド 2021)
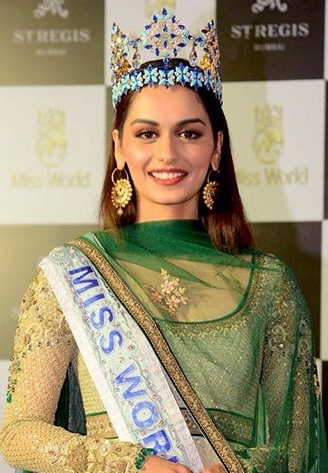
マヌシ・チラー（ミス・ワールド 2017）
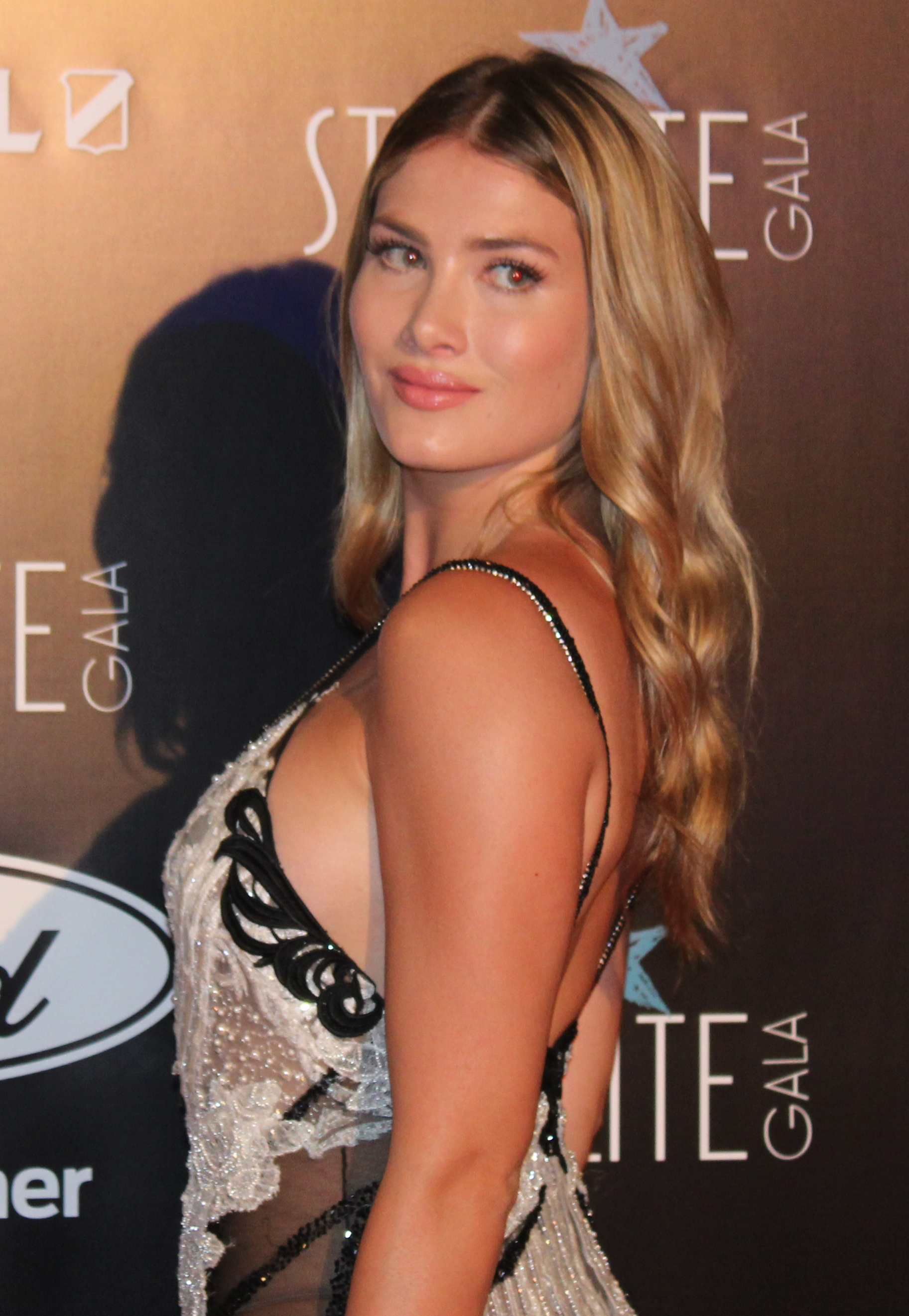
ミレイア・ララグナ (ミス・ワールド 2015）
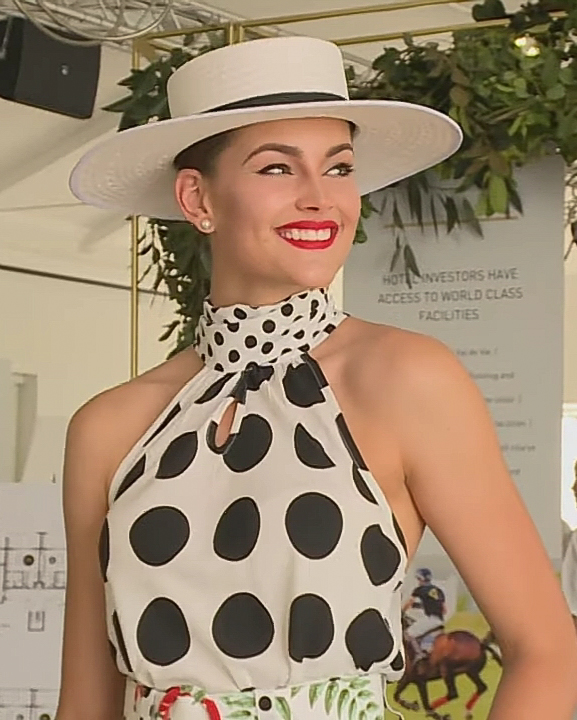
ロレーヌ・ストラウス（ミス・ワールド 2014）
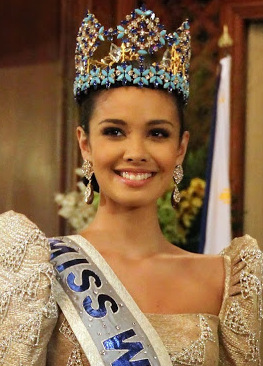
ミーガン・ヤング（ミス・ワールド 2013）
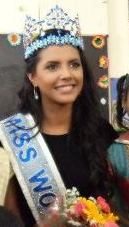
サルコス・コリメナレス（ミス・ワールド 2011）
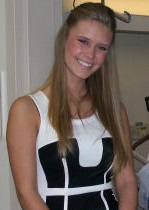
アレクサンドリア・ミルズ（ミス・ワールド 2010）
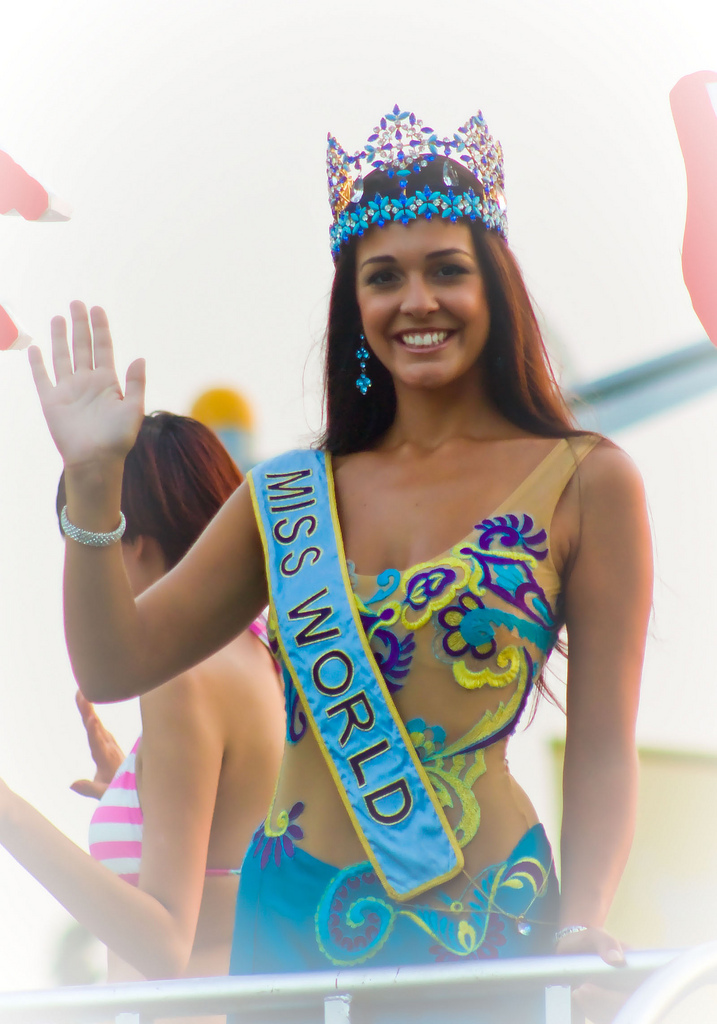
ケーン・アルドリノ（ミス・ワールド 2009）
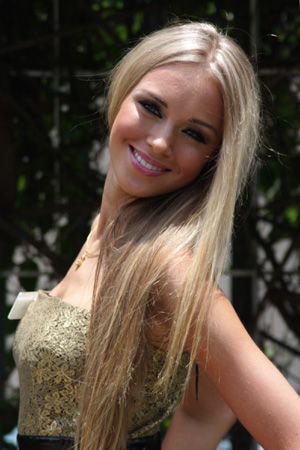
クセーニャ・スヒノワ（ミス・ワールド 2008）
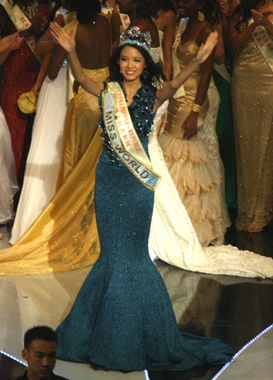
張梓琳（ミス・ワールド 2007）
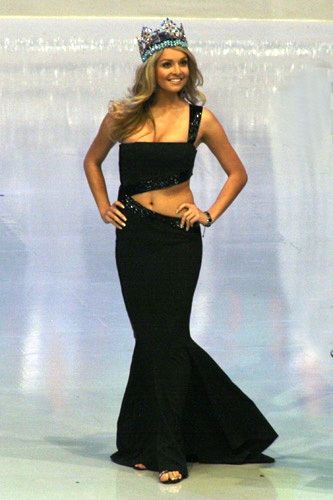
タタナ・クハロヴァ（ミス・ワールド 2006）
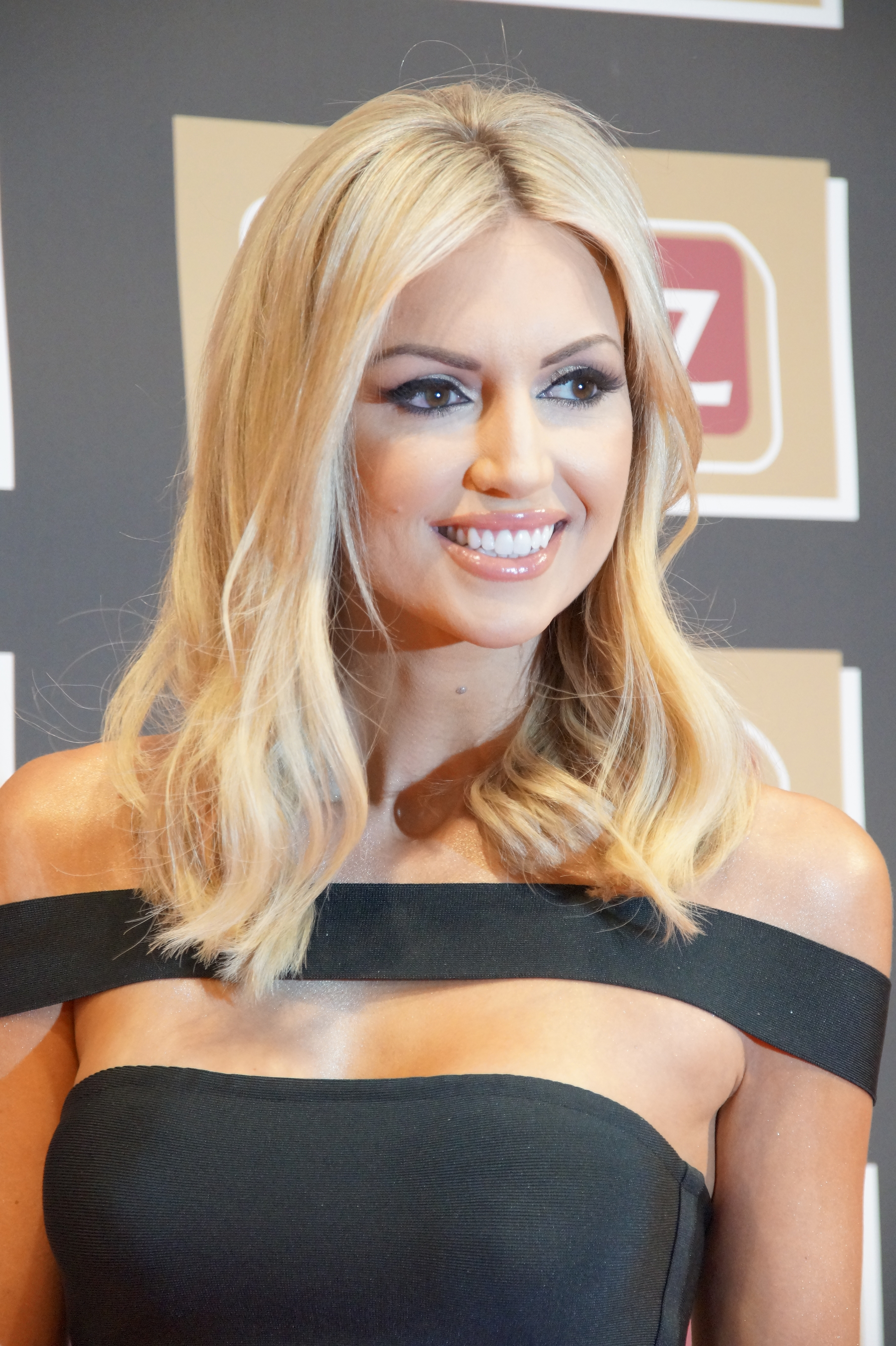
ロザンナ・デービソン（ミス・ワールド 2003）
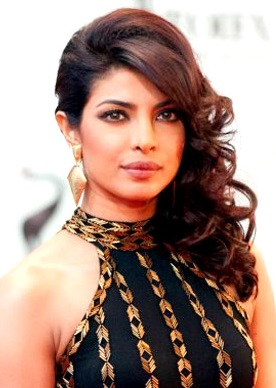
プリヤンカー・チョープラー (ミス・ワールド 2000）
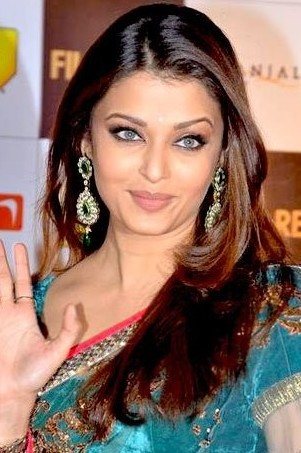
アイシュワリヤー・ラーイ（ミス・ワールド 1994）

## 優勝者出身国
2024年現在
| 優勝回数 | 国 |
| -------- | --- |
| 6        | ベネズエラ、インド |
| 4        | イギリス (ほか1名が1974年に辞退)、ジャマイカ |
| 3        | アイスランド、スウェーデン、アメリカ合衆国、南アフリカ |
| 2        | アルゼンチン、オーストラリア、オーストリア、オランダ、ペルー、トルコ、プエルトリコ、ロシア、中華人民共和国、ポーランド、チェコ                                                                                         |
| 1        | バミューダ、ブラジル、ドミニカ共和国、エジプト、フィンランド、フランス、ドイツ、ギリシャ、グレナダ、グアム、アイルランド、イスラエル、ナイジェリア、トリニダード・トバゴ、ジブラルタル、フィリピン、スペイン、メキシコ |

## 歴代の日本代表
年次は世界大会開催年を示す。一部例外を除いて、これは日本代表選出年と一致する。
当初は産業経済新聞社が日本大会を主催し、1963年まではミス・ユニバース日本代表と共に選出されていた。1965年以後は「世界のビューティ・コングレス」（後に国際文化協会と改称）が選出するようになった。
- 1956年：戸倉緑子 - 日本初参加。世界大会で第4位（2021年現在、歴代日本代表の最高順位）
- 1957年：依藤宗子 - 世界大会で第5位
- 1958年：奥瀬寿子
- 1959年：一の瀬千恵子 - 当時18歳で身長166cm、体重54kg、B89W57H92cm[12]
- 1960年：村井睿子 - 世界大会で『トップ15』
- 1961年：村上千恵- 世界大会で『トップ15』
- 1962年：池田照子 - 世界大会で第5位。国内大会準ミスの麻畠美代子は1964年、日東航空おやしお号墜落事故により21歳で殉職[13]
- 1963年：原田美弥子
- 1964年：ナカタニ ヨシコ - 当時の新聞でもカタカナで報じられており、詳細は不明である[14]
- 1965年：小口侑子 - 世界大会で『トップ16』
- 1966年：小早志春美
- 1967年：外山智香子
- 1968年：三好僚子
- 1969年：辛島恵美子
- 1970年：中村久代
- 1971年：池田恵美子
- 1972年：カジタニ アキコ
- 1973年：松永恵子
- 1974年：島周子 - 世界大会で第7位
- 1975年：藤原千春
- 1976年：朝久野典子
- 1977年：重村千鶴
- 1978年：山口裕子
- 1979年：日比野元美
- 1980年：伊藤加奈子
- 1981年：岸直実 - 世界大会で『トップ15』
- 1982年：菊地睦子（菊地恵子）
- 1983年：中原三枝
- 1984年：大曽根文子
- 1985年：杉本治子
- 1986年：杉村睦
- 1987年：海野圭子
- 1988年：崎久保和美（22。神戸市・家事手伝い[15]。171センチ、90-58-88[16]） - 双子の姉・崎久保春美は同日同じ舞台で準ミス・インターナショナル日本代表に選出[16]
- 1989年：武藤かをり
- 1990年：岩崎朋子
- 1991年：津田純子
- 1992年：菊池薫
- 1993年：宮坂謡子（ゆうよう子）
- 1994年：須志田しのぶ - （プロ野球選手村田善則と結婚）
- 1995年：久保真理
- 1996年：藤井美由紀
- 1997年：更家しのぶ
- 1998年：望月里恵
- 1999年：三堀彩
- 2000年：菅井万里子
- 2001年：浜野由佳
- 2002年：鍋田裕子
- 2003年：西出薫
- 2004年：後藤美菜子

（株）SMJ イネス リグロン主催のミス・ワールド日本代表
- 2005年：篠原絵理奈
- 2006年：近藤和葉
- 2007年：渡部累

（社）国際文化協会主催のミス・ワールド日本代表
- 2008年：久保寺瑞紀
- 2009年：佐々木えるざ - 世界大会で『トップ16』
- 2010年：松永博子
- 2011年：田中緑 - 世界大会で『トップ31』
- 2012年：五十嵐希
- 2013年：※下記の事情に因り代表派遣の取り止め

（株）クーインターナショナル主催のミス・ワールド日本代表
- 2013年：田中道子
- 2014年：河合ひかる - モデルガールズ元メンバー、C.C.ガールズ3元メンバー、第19代（2011年度）トリンプ・イメージガール
- 2015年：中川知香 - C.C.ガールズ3メンバー、第24代（2016年度）トリンプ・イメージガール
- 2016年：吉川プリアンカ - 世界大会で『トップ20』[17]
- 2017年：山下晴加 - 世界大会で『トップ15』[18]
- 2018年：伊達佳内子 - 世界大会で『トップ30』タレント部門1位（戦国武将伊達政宗の直系21代目の末裔[19]）
- 2019年：世良マリカ
- 2020年：金谷鞠杏 - ダンス&ボーカルグループ「GENIC」のメンバー。世界大会は1年延期後、中止。
- 2021年：星たまき
- 2022年：山口佳南

### 日本代表創設当初から2012年まで
日本代表の決定大会は、上記の通り1962年まではまではミス・インターナショナル、1963年までミス・ユニバースのそれぞれの日本代表と合同審査の形で、産業経済新聞社（サンケイ新聞）主催、その後1965年以後2012年まではミス・インターナショナル（日本代表決定大会、および世界大会）と同じ社団法人国際文化協会が主催・運営を行っていた。
2012年度にはミス・ワールド単体での日本代表決定コンクールの選出は廃止され、ミス・インターナショナル日本代表決定コンクールで準日本代表に選ばれた3人の中から1人をミス・ワールドの日本代表として改めて選ぶ方式が採用された。このため、同協会が主催や協賛するイベントではミス・インターナショナルの日本代表とともに出演する場合もあった他、日本代表決定コンクールで上位入賞者に贈られるタスキ（サッシュ）も、ミス・インターナショナルのデザインと全く同じものを使用した事例があった。

### 代表派遣の取り止め
しかし2013年度日本代表派遣選出は一度廃止されることが決定した。
ミス・ワールド事務局本部と国際文化協会とは1965年からミス・ワールド単体で日本代表を選出・派遣する目的で締結してきたが、今回のようにミス・インターナショナルの準ミス日本代表から選出する方式を問題視し、2012年12月21日にミス・ワールド本部から派遣契約を結ばないとの連絡があった。今後「ミス・ワールドの代表のみ選出する団体とだけ契約を結ぶ」とのことであった。
ただ、このような契約打ち切りの問題は日本だけではなく、国際文化協会が同様に契約を打ち切った日本国外の団体について調べたところ、フィリピンやメキシコなど複数の国のミス・ワールドを選出する団体も契約を打ち切られたか、打ち切りを通告されている国があり、今後も複数の大会に派遣している国・地域の団体との契約が切られる可能性があるという。このため当初2013年ミス・インターナショナル日本代表決定大会で選出された準ミス日本代表3人から改めてミス・ワールド日本代表を選出することが不可能となった。

### ミス・ワールド2013日本代表選出開始
その後、株式会社クーインターナショナルと、ミス・ワールド機構が2013年度以後の日本での専属ライセンスを結ぶことになり、改めて2013年度ミス・ワールド日本代表を募集することが決まり、日本代表の派遣が継続されることになった。クー社から株式会社国際美文化研究所に委託する形でミス・ワールド日本代表を選出することになり現在に至る。2015年6月9日にはミス・ワールド・ジャパンが一般社団法人化された。